# Santa Ernestina
Santa Ernestina é um município brasileiro do estado de São Paulo. De acordo com o censo de 2022, promovido pelo Instituto Brasileiro de Geografia e Estatística (IBGE), possui uma população de 6.118 habitantes.

## História
O município levou o nome de uma santa(alemã), para homenagear a nora do fundador da Estrada de Ferro Araraquarense, Carlos Batista de Magalhães, que lá implantou uma estação. Ernestina Reis de Magalhães, foi casada com o "barão do café" Carlos Leôncio de Magalhães, o maior cafeicultor do Brasil no início do século XX. Com ele teve 8 filhos: Maria José, Carlos, Oswaldo, Ernestina, Maria Cecilia, Paulo, Adelaide e José Carlos Reis de Magalhães. A grande dama, senhora de excelsas virtudes cristãs, nasceu no Rio de Janeiro, em 1876, filha de José Monteiro Reis e Adelaide Monteiro Palha, viveu na lendária Fazenda Cambuhy em Matão, entre 1900 e 1914, e faleceu em São Paulo, em 1968.
A referida Estação Ferroviária, inaugurada em 2 de abril de 1901, que é o "berço" da cidade, foi construída para favorecer o escoamento do café, oriundo da fazenda de Carlos Magalhães, que ficava na região. Na época, quase não havia moradores no lugar, destacavam apenas dois: Manoel de Almeida Rollo e João Lourenço Leite, o qual doou terras para um pequeno loteamento. No entanto, para identificar a parada do trem, foi posto a princípio, o nome de "Estação Ernestina". Logo em seguida, começou a formar um povoado ao redor da estação, o qual foi batizado como "Vila de Santa Ernestina", que depois passou a Distrito de Taquaritinga.
Após a construção da estação férrea, Santa Ernestina começou a desenvolver-se e alcançou seu apogeu entre os anos de 1930 e 1940, quando anualmente embarcavam milhares de sacas de café beneficiado, em trens especiais e fretados com destino à S.Paulo depois, ao porto de Santos.
Na época dos embarques, podia observar-se um intenso trânsito de veículos como: carroças, carroções, carros de boi e alguns caminhões da época, os quais traziam o café, oriundo das fazendas que circundavam Santa Ernestina e, se acumulavam ao redor da estação, desembarcando e recolhendo no armazém interno e às vezes, carregavam as milhares de sacas, diretamente nos vagões do trem.
E assim, a "Vila" (como era chamada) progrediu no auge do Café, onde os fazendeiros e colonos faziam suas compras no Armazém dos Messa Puerta e o "Ranca Toco" foi formado por colonos meeiros da tradicional Fazenda Água Santa. A partir dos anos 1960 a citricultura tomou o lugar do café como principal atividade agrícola, quando Santa Ernestina ficou conhecida como a "Terra da Laranja". Por fim, o cultivo de laranja foi substituído pelo plantio de cana, que se fortaleceu e predomina até os dias atuais.
Em 1964, emancipou-se como município, sendo comemorado seu aniversário, todo 21 de março de cada ano. Recebeu também o cognome de "Cidade Alegria". A economia da cidade atualmente gira em torno da Usina Sucroalcooleira do Grupo Raízem, maior fonte de emprego da cidade e do comércio da cidade.

## Geografia

### Hidrografia
- Ribeirão dos Porcos

### Rodovias
- SP-326

### Ferrovias
- Linha Tronco da antiga Estrada de Ferro Araraquara [5]

## Demografia

### População
| Crescimento populacional                             | Crescimento populacional | Crescimento populacional | Crescimento populacional |
| Ano                                                  | População Total          |                          | %±                       |
| ---------------------------------------------------- | ------------------------ | ------------------------ | ------------------------ |
| 1970                                                 | 2 903                    |                          | —                        |
| 1980                                                 | 3 498                    |                          | 20,5%                    |
| 1991                                                 | 5 613                    |                          | 60,5%                    |
| 2000                                                 | 5 741                    |                          | 2,3%                     |
| 2010                                                 | 5 568                    |                          | −3,0%                    |
| 2022                                                 | 6 118                    |                          | 9,9%                     |
| Est. 2024                                            | 6 256                    | [ 6 ]                    | 2,3%                     |
| Fontes: Censos Demográficos IBGE e Estimativas SEADE |                          |                          |                          |

### Dados demográficos
Dados do Censo - 2016
População total: 5.672
- Urbana: 5.145
- Rural: 423
- Homens: 2.852
- Mulheres: 2.716

Densidade demográfica (hab./km²): 42,53
Mortalidade infantil até 1 ano (por mil): 15,80
Expectativa de vida (anos): 71,25
Taxa de fecundidade (filhos por mulher): 2,60
Taxa de alfabetização: 90,45%
Índice de Desenvolvimento Humano (IDH-M): 0,770
- IDH-M Renda: 0,685
- IDH-M Longevidade: 0,771
- IDH-M Educação: 0,854

(Fonte: IPEADATA)

## Política e administração
- Prefeito: José Carlos Simão (2025/2028)
- Vice-prefeito: José Edivaldo Petinatti (2025/2028)
- Presidente da câmara:

## Infraestrutura

### Transportes
Fonte - ARTESP
A cidade é servida por quatro linhas de ônibus, que interligam as cidades das regiões:
- Matão - Santa Ernestina Via Dobrada
- Matão - Taquaritinga via Dobrada e Santa Ernestina
- Santa Ernestina - Guariba via Usina Bonfim
- Matão - Ribeirão Preto via Dobrada, Santa Ernestina, Usina Bonfim e Jaboticabal

### Comunicações
O sistema de telefones automáticos foi inaugurado na cidade em 1981 pela Telecomunicações de São Paulo (TELESP), que também implantou o sistema de discagem direta à distância (DDD) em 1988 com o código de área (0162).
Na década de 90 o código DDD da cidade foi alterado para (016), para padronização do sistema telefônico com a telefonia celular que estava sendo implantada em todo o estado.

## Religião
O Cristianismo se faz presente na cidade da seguinte forma:

### Igreja Católica
Apesar do município possuir o nome de Santa Ernestina, a localidade tem como padroeiros locais, São Joaquim e Sant'Ana. A primeira capela, remonta a época da construção da estrada de ferro, em 1900. Em 1965 uma comissão formada pelos moradores locais deram início a construção da atual igreja Matriz. A paróquia é reconhecida regionalmente pela sua festa em louvor aos santos padroeiros realiza no mês de Julho e pelas missas da Renovação Carismática, que atrai fiéis a cidade. A paróquia faz parte da Diocese de Jaboticabal, forania de São Sebastião. Peregrinos recorrem aos Milagrosos Padroeiros: São Joaquim e Sant'Ana em busca de graças e bênçãos (Principalmente mulheres ou casais quem dificuldades em engravidar).
Igrejas
- Igreja Matriz São Joaquim e Sant'Ana - localizada na praça São Joaquim, no centro da cidade.
- Igreja de Santa Rita - localizada na Vila Bonfim, seu estilo relembra a primeira igreja da cidade, a única a possuir relógio na torre.
- Capela de Nossa Senhora Aparecida - localizada no Jardem Vanessa, a comunidade realiza anualmente a novena, quermesse e procissão em louvor a padroeira.
- Capela de Nossa Senhora do Carmo da Saudade - localizada no cemitério municipal.

Comunidades
- Comunidade São Joaquim = Centro e Vila Tonini
- Comunidade Santa Ana = Jardim Bela Vista, Jardim Nova Santa Ernestina.
- Comunidade Nossa Senhora Aparecida = Jardim Vanessa, Viela Sant'Ana, Viela São Joaquim e Jardim Beatriz.
- Comunidade Santa Luzia = Vila Piva, Chacaras Santo Antonio, Jardim Sol Nascente
- Comunidade Santa Rita = Vila Bonfim e Jardim São Thomas
- Comunidade São Paulo Apostolo = Jardim São Paulo e Vila Rodrigues
- Comunidade Três Santos Arcanjos = Jardim Antonio Sérgio Corona II
- Comunidade São Brás = Jardim Antonio Sérgio Corona I

### Igrejas Evangélicas
Entre as igrejas protestantes históricas, pentecostais e neopentecostais, encontram-se na cidade:
- Assembleia de Deus Ministério do Belém.[16][17]
- Congregação Cristã no Brasil.[18]